# Gibberifera
Gibberifera is een geslacht van vlinders van de familie bladrollers (Tortricidae), uit de onderfamilie Olethreutinae.

## Soorten
- G. alba Kawabe & Nasu, 1994
- G. angkhangensis Kawabe & Nasu, 1994
- G. glaciata (Meyrick, 1907)
- G. hepaticana Kawabe & Nasu, 1994
- G. mienshana Kuznetsov, 1971
- G. monticola Kuznetsov, 1971
- G. nigrovena Kawabe & Nasu, 1994
- G. obscura Diakonoff, 1964
- G. qingchengensis Nasu & Liu, 1996
- G. similis Kuznetsov, 1971
- G. simplana

Witte populierenbladroller (Fischer v. Roslerstamm, 1836)
- G. yadongensis Nasu & Liu, 1996